# Axel Louissaint
Axel Louissaint, (nacido el 3 de enero de 1996 en Yverdon-les-Bains, Vaud, Suiza) es un jugador de baloncesto suizo. Con 1.98 metros de estatura, juega en la posición de alero en las filas del Club Basquet Coruña de la Liga LEB Oro.

## Trayectoria
Con tan solo 14 años se convirtió en el jugador más joven en debutar en la 1.º división de su país, con el Fribourg Olympic. Y un año después, con 15, se enroló en las filas del equipo francés del Chalón de la PRO-A, donde jugó cuatro años.
Tras su periplo en Francia, regresó a su país para defender los colores del Lugano Tigers, donde compitió las dos siguientes temporadas. En la campaña 2017-18 se incorporó a los Riviera Lakers, donde con tan solo 21 años se convirtió el máximo anotador de su equipo.
Es un fijo en el combinado nacional suizo desde las categorías inferiores a la absoluta. El 25 de abril de 2017 fue incluido entre los 45 jugadores internacionales elegibles para el draft NBA. 
En junio de 2018, ficha por el Leyma Natura Basquet Coruña, equipo de la liga LEB Oro.